# Count Zero
Count Zero, é o livro que dá sequência aos fatos ocorridos no livro de estreia de William Gibson, Neuromancer numa aventura envolvendo guerras corporativas, novas tecnologias e um aspirante a hacker que entra sem querer numa trama que também envolve inteligências artificiais, religiões e muita ação. "Count Zero" é o segundo dos três volumes que compõem a Trilogia do Sprawl.

## Introdução ao enredo
Sete anos após os eventos de Neuromancer, coisas estranhas começam a acontecer na Matrix, levando à proliferação do que parece ser deuses vodu, sugerindo ser o restos fraturados de duas IAs unidas que antes eram Neuromancer e Wintermute.
Duas poderosas empresas multinacionais, Maas Biolabs e Hosaka, estão envolvidas em uma batalha pelo controle de uma nova e poderosa tecnologia (um biochip), usando hackers e a Matrix, além de espionagem e violência.